# Stephanolepis
Stephanolepis là một chi cá xương thuộc họ Monacanthidae. Các loài thuộc chi này là những loài cá có hình dạng khác thường và có lớp da rất thô ráp. 

## Các loài
Hiện tại có 5 loài được ghi nhận thuộc chi này:
- Stephanolepis auratus ( Castelnau, 1861)
- Stephanolepis cirrhifer ( Temminck & Schlegel, 1850)
- Stephanolepis diaspros Fraser-Brunner, 1940
- Stephanolepis hispidus ( Linnaeus, 1766)
- Stephanolepis setifer ( ET Bennett, 1831)